# Edwyn Collins
Pour les articles homonymes, voir Collins.
 (avril 2017).
Si vous disposez d'ouvrages ou d'articles de référence ou si vous connaissez des sites web de qualité traitant du thème abordé ici, merci de compléter l'article en donnant les références utiles à sa vérifiabilité et en les liant à la section « Notes et références ».
 (avril 2017).
Edwyn Collins, né le 23 août 1959 à Édimbourg, est un auteur-compositeur-interprète écossais.
Il est notamment connu pour son titre A Girl Like You sorti en 1995.

## Biographie

### Débuts
Edwyn Collins fait ses études secondaires à Bearsden, dans la banlieue de Glasgow. On entend parler de lui pour la première fois en février 1980, à la sortie de Falling and Laughing, soit le premier single de son groupe Orange Juice, et également la première parution du label Postcard Records, cofondé par Edwyn Collins en compagnie d’Alan Horne. Ce disque présente un mélange de guitares accompagnées par un tempo de batterie. La chanson est la tentative de faire se rencontrer le Velvet Underground et Chic. En pleine période « nouveaux romantiques », Edwyn Collins se démarque ainsi. Il était le « vrai » romantique, celui qui n’avait pas peur d’embrasser « le plaisir et la douleur »[réf. nécessaire].
Dix disques plus tard, Postcard a mis la clé sous la porte à la fin de l'année 1981. Et il a fallu encore dix ans pour qu'Edwyn Collins et Alan Horne soient reconnus en tant que pionniers de la pop indépendante, en particulier en Écosse où des groupes comme Primal Scream, Belle and Sebastian et Franz Ferdinand n’ont jamais renié l’héritage d’Orange Juice.
Pendant ce temps, Edwyn Collins est parvenu à hisser Orange Juice dans le top 10 grâce au single Rip It Up, sans doute le parfait résumé de leur tentative inédite de marier le Velvet à Chic, complété d’un solo de guitare en clin d’œil aux Buzzcocks.
Suivant le split d’Orange Juice en 1985, Edwyn Collins s’est tout de suite embarqué dans une carrière solo. Il lui faudra cependant attendre 10 ans pour qu'il soit à nouveau invité à Top of the Pops en 1995 pour interpréter A Girl Like You. Le groove northern soul de ce titre, allié à des riffs de guitare dignes des Isley Brothers, ont valu à Edwyn Collins un succès à l’échelle mondiale.

### Home Again(2005-2007)
En février 2005, Edwyn Collins termine l’enregistrement des chansons de son sixième album solo. Parmi les titres qu’il n’a pas fini de mixer : One is a Lonely Number. Vingt-cinq ans après Falling and Laughing, il embrasse de nouveau « le plaisir et la douleur » : « Si la vie te brise le cœur, ne t’effondre pas ».
Le dimanche 20 février 2005, Edwyn Collins est hospitalisé d’urgence après s’être évanoui chez lui. Le diagnostic dévoile une double hémorragie cérébrale et Edwyn est admis en neurologie pour être opéré. Six mois après son attaque, il est de retour chez lui, déterminé à combattre les effets secondaires de l’opération (ralentissement du mouvement et de la parole) et à terminer l’album qu’il avait laissé en chantier.
Le résultat s’intitule Home Again. C’est le témoignage d’un songwriter, mais aussi d’un homme et de sa force de détermination. « Je ne cache pas que c’est difficile, admet Edwyn Collins. Je réapprends à vivre après mon attaque. Mais je suis heureux et satisfait. J’aime beaucoup l’album et les morceaux qui figurent dessus. J’y suis arrivé et je me sens très reconnaissant envers ceux qui m’ont aidé »[réf. souhaitée].
Enregistré dans les studios d’Edwyn à West Heath six mois avant son attaque, Home Again a été mixé à sa sortie de l’hôpital, avec le concours de Seb Lewsley. « Je lui ai dit, Seb, on y va ! Remonte les basses ! Remonte les batteries ! Voyons voir comment tout ça évolue. On n’a pas arrêté de faire et de défaire[réf. souhaitée] ». Ayant nécessité trois ans de travail, Home Again, sorti en 2007, est de loin le disque le plus abouti de la discographie solo d’Edwyn Collins, aussi bien pour la profondeur de son contenu qu’en raison des circonstances qui ont présidé à sa réalisation.
L’album s’ouvre par le poignant One is A Lonely Number, qui offre la combinaison inhabituelle d’une basse dub et d’un banjo hillbilly. « Ca fait peur, reconnaît Edwyn Collins[Où ?], quand on pense à l’écho que peuvent trouver les paroles de cette chanson écrite avant le drame (“Parce qu’il te reste ton esprit/Qui te servira de la sorte/Si peu que tu restes fidèle à toi-même »). Mais c’est une chanson que j’aime beaucoup », rajoute-t-il. « Quand je la réécoute aujourd’hui, j’entends de la tristesse dans ma voix, mais de la joie dans mon cœur ».
Les thèmes de la découverte de soi-même et du retour aux racines sont très présents sur l’album. Le morceau qui ouvre l’album, une ballade acoustique lors de laquelle Edwyn Collins se remémore son passé, figure parmi ses morceaux favoris[réf. souhaitée]. Quand il s’est réveillé de l’opération, c’est le premier morceau qu’il a voulu réentendre[réf. nécessaire]. « Au début, j’avais besoin de calme. Mais rapidement, il me fallait de la musique, il me fallait ma guitare. Je suis très fier de cette chanson ».

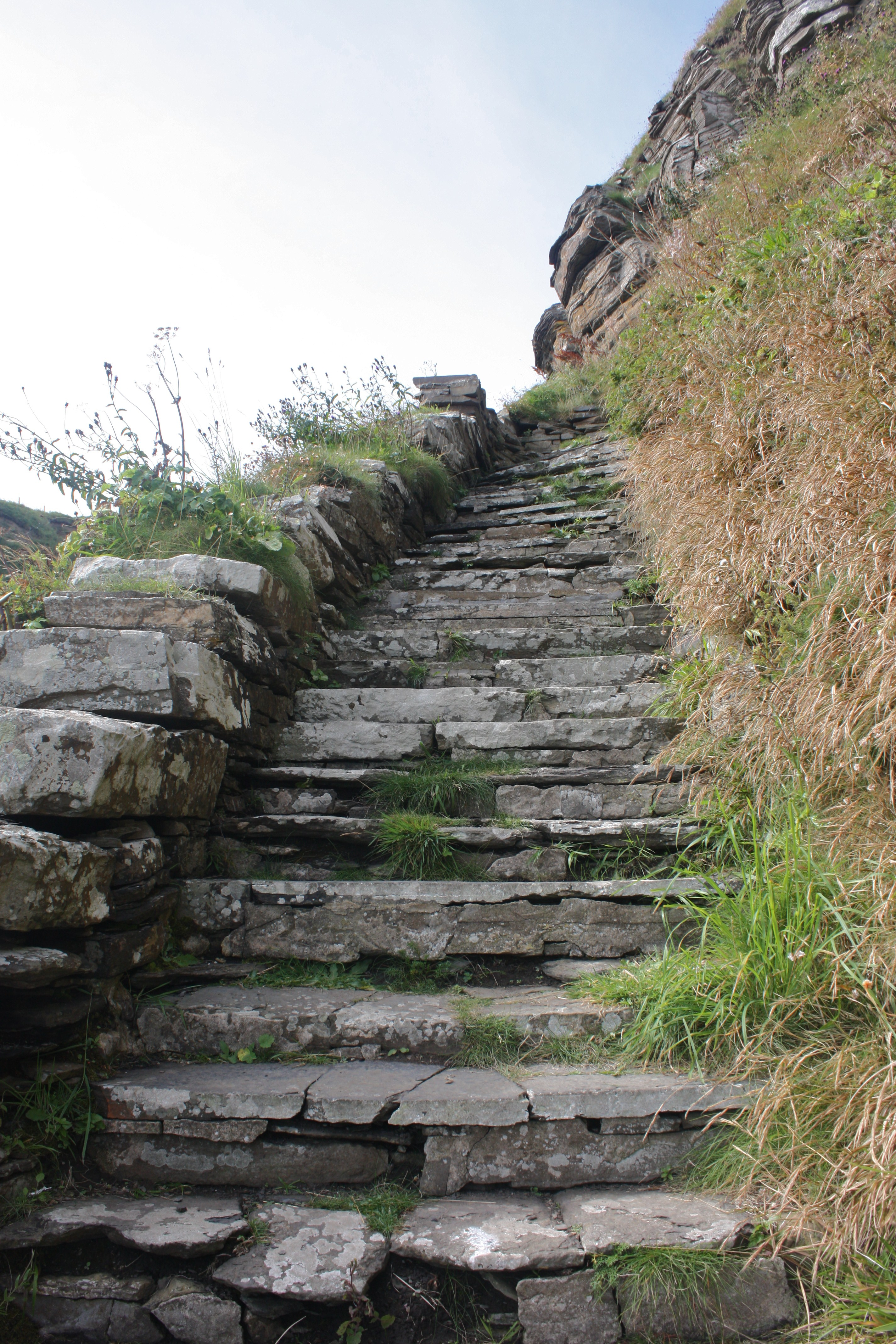
Les Whaligoe Steps.

Edwyn Collins s'établit dans le nord de Londres avec sa compagne Grace et leur fils William. Mais chez lui, c’est aussi Helmsdale, un village sur la côte dans le Caithness, dans les Highlands en Écosse, d’où sa famille est originaire. Un endroit « isolé et tranquille à la fois », selon Edwyn Collins, et qui a inspiré le sommet folk[réf. nécessaire] de l’album, Leviathan. Ses paroles font référence[réf. souhaitée] à un lieu-dit assez connu, The Whaligoe Steps (en), un escalier creusé dans une falaise et qui fait exactement 365 marches. « Une pour chaque jour de l’année. J’aime beaucoup cet endroit, la paix et la tranquillité qui en émane. C’est une vie de solitaire, mais ça m’aide à libérer des choses qui sont en moi »[réf. souhaitée].
Les mêmes paysages de Caithness réapparaissent dans Libertineenage Rag, où Edwyn Collins promet de revenir « là-haut dans le nord où on me connaît par mon nom » sur des échos de guitare de feu de camp qui rappellent les débuts de T. Rex. Échapper au tohu-bohu de la grande ville, c’est aussi le thème de A Heavy Sigh, alors que Written in Stone décline aussi le thème du retour au foyer. Mais l’album n’est pas composé que de ballades introspectives : il est aussi question de romance (In your Heart, One Track Mind), de religion (Blues Rocker 7th Son) et de dérision, notamment grâce à un morceau écrit dans une verve dylanienne[réf. nécessaire], Superstar Talking Blues, où Edwyn Collins montre qu’il n’a rien perdu de son mordant[réf. nécessaire] : « Au moment d’accueillir Motorola/Disons au revoir aux Rockers ». Le premier single, You’ll Never Know revient à une couleur soul blanche familière aux fans d’Orange Juice.
De façon appropriée[réf. nécessaire], l’album se conclut par Then I Cried, lors duquel Edwyn Collins tombe amoureux et voit son cœur brisé, comme un lointain écho à son Falling and Laughing. « C’est juste une petite chanson où il est question de larmes et de tristesse » admet Edwyn Collins. « Je l’ai écrite en studio rapidement. C’est une bonne petite conclusion ».
Terminer Home Again a été une épreuve pour Edwyn Collins, mais le résultat vaut ses efforts.[réf. nécessaire] Quand on[Qui ?] lui demande de situer son disque par rapport aux autres, y compris ceux d’Orange Juice, Edwyn Collins répond[Quand ?][Où ?] : « Ce sont les chansons qui me ressemblent le plus. Cet album, c’est mon portrait le plus fidèle »[réf. nécessaire].

## Discographie

### Albums studio
- 1989 - Hope and Despair
- 1990 - Hellbent on Compromise
- 1994 - Gorgeous George
- 1997 - I'm Not Following You
- 2002 - Doctor Syntax
- 2007 - Home Again
- 2010 - Losing Sleep
- 2013 - Understated
- 2019 - Badbea
- 2025 - Nation Shall Speak Unto Nation

### Compilations
- 2002 - A Casual Introduction 1981/2001 (Edwyn Collins & Orange Juice)
- 2011 - Down the Line: 12 Songs from 1989-2011